# Colorado Classic 2019
La 3e édition de la Colorado Classic a lieu du 22 au 25 août 2019. Les deux premières éditions étaient des courses masculines. La course fait partie du calendrier international féminin UCI 2019 en catégorie 2.1.
Chloé Dygert est en démonstration, remportant toutes les étapes et tous les classements de cette Colorado Classic.

## Équipes
| Équipes féminines professionnelles (8)- BePink - Canyon-SRAM Racing - Cogeas-Mettler - Hagens Berman-Supermint - Rally UHC Cycling Women - Sho-Air Twenty20 - Swapit Agolico - Tibco-Silicon Valley Bank Équipe nationale- États-Unis Équipe féminines amateur (3)- DNA Pro Cycling - Durango-Specialized-IED - Fearless Femme Racing |
| |

Les équipes amateurs suivantes participent également : ALP Cycles Racing, Amy D. Foundation, LUX/Flexential, Point S Auto p/b Nokian Tyres.

## Étapes
| Étape     | Date    | Villes étapes                         | type            | Distance (km) | Vainqueur d'étape | Leader du classement général |
| --------- | ------- | ------------------------------------- | --------------- | ------------- | ----------------- | ---------------------------- |
| 1re étape | 22 août | Steamboat Springs – Steamboat Springs | étape vallonnée | 85,8          | Chloé Dygert      | Chloé Dygert                 |
| 2e étape  | 23 août | Avon – Avon                           | étape vallonnée | 80,5          | Chloé Dygert      | Chloé Dygert                 |
| 3e étape  | 24 août | Golden – Golden                       | étape de plaine | 102,5         | Chloé Dygert      | Chloé Dygert                 |
| 4e étape  | 25 août | Denver – Denver                       | étape de plaine | 74,1          | Chloé Dygert      | Chloé Dygert                 |

## Déroulement de la course

### 1reétape
| \| Classement de l'étape \| Classement de l'étape \| Classement de l'étape \| Classement de l'étape \| Classement de l'étape \| \| Coureuse \| Coureuse \| Pays \| Équipe \| Temps \| \| --------------------- \| ----------------------- \| --------------------- \| ------------------------- \| --------------------- \| \| 1re \| Chloé Dygert \| États-Unis \| Sho-Air Twenty20 \| 2 h 19 min 09 s \| \| 2e \| Whitney Allison \| États-Unis \| Hagens Berman-Supermint \| + 44 s \| \| 3e \| Brodie Chapman \| Australie \| Tibco-Silicon Valley Bank \| + 44 s \| \| 4e \| Marcela Prieto \| Mexique \| Swapit Agolico \| + 44 s \| \| 5e \| Lauren Stephens \| États-Unis \| Tibco-Silicon Valley Bank \| + 44 s \| \| 6e \| Kristabel Doebel-Hickok \| États-Unis \| Rally Cycling \| + 44 s \| \| 7e \| Flávia Oliveira \| Brésil \| \| + 44 s \| \| 8e \| Justine Barrow \| Australie \| \| + 44 s \| \| 9e \| Katie Hall \| États-Unis \| États-Unis \| + 44 s \| \| 10e \| Anet Barrera \| Mexique \| Swapit Agolico \| + 44 s \| |                         |            |                           |                 |
| |                         |            |                           |                 |
| |                         |            |                           |                 |
| Classement de l'étape |                         |            |                           |                 |
| Coureuse | Coureuse                | Pays       | Équipe                    | Temps           |
| 1re | Chloé Dygert            | États-Unis | Sho-Air Twenty20          | 2 h 19 min 09 s |
| 2e | Whitney Allison         | États-Unis | Hagens Berman-Supermint   | + 44 s          |
| 3e | Brodie Chapman          | Australie  | Tibco-Silicon Valley Bank | + 44 s          |
| 4e | Marcela Prieto          | Mexique    | Swapit Agolico            | + 44 s          |
| 5e | Lauren Stephens         | États-Unis | Tibco-Silicon Valley Bank | + 44 s          |
| 6e | Kristabel Doebel-Hickok | États-Unis | Rally Cycling             | + 44 s          |
| 7e | Flávia Oliveira         | Brésil     |                           | + 44 s          |
| 8e | Justine Barrow          | Australie  |                           | + 44 s          |
| 9e | Katie Hall              | États-Unis | États-Unis                | + 44 s          |
| 10e | Anet Barrera            | Mexique    | Swapit Agolico            | + 44 s          |

| \| Classement général \| Classement général \| Classement général \| Classement général \| Classement général \| \| Coureuse \| Coureuse \| Pays \| Équipe \| Temps \| \| ------------------ \| ----------------------- \| ------------------ \| ------------------------- \| ------------------ \| \| 1re \| Chloé Dygert \| États-Unis \| Sho-Air Twenty20 \| 2 h 18 min 59 s \| \| 2e \| Whitney Allison \| États-Unis \| Hagens Berman-Supermint \| + 48 s \| \| 3e \| Brodie Chapman \| Australie \| Tibco-Silicon Valley Bank \| + 50 s \| \| 4e \| Marcela Prieto \| Mexique \| Swapit Agolico \| + 54 s \| \| 5e \| Lauren Stephens \| États-Unis \| Tibco-Silicon Valley Bank \| + 54 s \| \| 6e \| Kristabel Doebel-Hickok \| États-Unis \| Rally Cycling \| + 54 s \| \| 7e \| Flávia Oliveira \| Brésil \| \| + 54 s \| \| 8e \| Justine Barrow \| Australie \| \| + 54 s \| \| 9e \| Katie Hall \| États-Unis \| États-Unis \| + 54 s \| \| 10e \| Anet Barrera \| Mexique \| Swapit Agolico \| + 54 s \| |                         |            |                           |                 |
| |                         |            |                           |                 |
| |                         |            |                           |                 |
| Classement général |                         |            |                           |                 |
| Coureuse | Coureuse                | Pays       | Équipe                    | Temps           |
| 1re | Chloé Dygert            | États-Unis | Sho-Air Twenty20          | 2 h 18 min 59 s |
| 2e | Whitney Allison         | États-Unis | Hagens Berman-Supermint   | + 48 s          |
| 3e | Brodie Chapman          | Australie  | Tibco-Silicon Valley Bank | + 50 s          |
| 4e | Marcela Prieto          | Mexique    | Swapit Agolico            | + 54 s          |
| 5e | Lauren Stephens         | États-Unis | Tibco-Silicon Valley Bank | + 54 s          |
| 6e | Kristabel Doebel-Hickok | États-Unis | Rally Cycling             | + 54 s          |
| 7e | Flávia Oliveira         | Brésil     |                           | + 54 s          |
| 8e | Justine Barrow          | Australie  |                           | + 54 s          |
| 9e | Katie Hall              | États-Unis | États-Unis                | + 54 s          |
| 10e | Anet Barrera            | Mexique    | Swapit Agolico            | + 54 s          |

### 2eétape
| \| Classement de l'étape \| Classement de l'étape \| Classement de l'étape \| Classement de l'étape \| Classement de l'étape \| \| Coureuse \| Coureuse \| Pays \| Équipe \| Temps \| \| --------------------- \| ----------------------- \| --------------------- \| ------------------------------------ \| --------------------- \| \| 1re \| Chloé Dygert \| États-Unis \| Sho-Air Twenty20 \| 2 h 07 min 49 s \| \| 2e \| Brodie Chapman \| Australie \| Tibco-Silicon Valley Bank \| + 28 s \| \| 3e \| Omer Shapira \| Israël \| Canyon-SRAM Racing \| + 33 s \| \| 4e \| Ella Harris \| Nouvelle-Zélande \| Canyon-SRAM Racing \| + 1 min 05 s \| \| 5e \| Kristabel Doebel-Hickok \| États-Unis \| Rally Cycling \| + 1 min 06 s \| \| 6e \| Edwige Pitel \| France \| Cogeas-Mettler-Look Pro Cycling Team \| + 1 min 06 s \| \| 7e \| Lauren Stephens \| États-Unis \| Tibco-Silicon Valley Bank \| + 1 min 32 s \| \| 8e \| Flávia Oliveira \| Brésil \| \| + 1 min 32 s \| \| 9e \| Clara Honsinger \| États-Unis \| \| + 1 min 33 s \| \| 10e \| Katie Hall \| États-Unis \| Boels Dolmans \| + 1 min 33 s \| |                         |                  |                                      |                 |
| |                         |                  |                                      |                 |
| |                         |                  |                                      |                 |
| Classement de l'étape |                         |                  |                                      |                 |
| Coureuse | Coureuse                | Pays             | Équipe                               | Temps           |
| 1re | Chloé Dygert            | États-Unis       | Sho-Air Twenty20                     | 2 h 07 min 49 s |
| 2e | Brodie Chapman          | Australie        | Tibco-Silicon Valley Bank            | + 28 s          |
| 3e | Omer Shapira            | Israël           | Canyon-SRAM Racing                   | + 33 s          |
| 4e | Ella Harris             | Nouvelle-Zélande | Canyon-SRAM Racing                   | + 1 min 05 s    |
| 5e | Kristabel Doebel-Hickok | États-Unis       | Rally Cycling                        | + 1 min 06 s    |
| 6e | Edwige Pitel            | France           | Cogeas-Mettler-Look Pro Cycling Team | + 1 min 06 s    |
| 7e | Lauren Stephens         | États-Unis       | Tibco-Silicon Valley Bank            | + 1 min 32 s    |
| 8e | Flávia Oliveira         | Brésil           |                                      | + 1 min 32 s    |
| 9e | Clara Honsinger         | États-Unis       |                                      | + 1 min 33 s    |
| 10e | Katie Hall              | États-Unis       | Boels Dolmans                        | + 1 min 33 s    |

| \| Classement général \| Classement général \| Classement général \| Classement général \| Classement général \| \| Coureuse \| Coureuse \| Pays \| Équipe \| Temps \| \| ------------------ \| ----------------------- \| ------------------ \| ------------------------------------ \| ------------------ \| \| 1re \| Chloé Dygert \| États-Unis \| Sho-Air Twenty20 \| 4 h 26 min 38 s \| \| 2e \| Brodie Chapman \| Australie \| Tibco-Silicon Valley Bank \| + 1 min 22 s \| \| 3e \| Omer Shapira \| Israël \| Canyon-SRAM Racing \| + 1 min 33 s \| \| 4e \| Ella Harris \| Nouvelle-Zélande \| Canyon-SRAM Racing \| + 2 min 09 s \| \| 5e \| Kristabel Doebel-Hickok \| États-Unis \| Rally Cycling \| + 2 min 10 s \| \| 6e \| Lauren Stephens \| États-Unis \| Tibco-Silicon Valley Bank \| + 2 min 36 s \| \| 7e \| Flávia Oliveira \| Brésil \| \| + 2 min 36 s \| \| 8e \| Katie Hall \| États-Unis \| Boels Dolmans \| + 2 min 37 s \| \| 9e \| Edwige Pitel \| France \| Cogeas-Mettler-Look Pro Cycling Team \| + 2 min 56 s \| \| 10e \| Whitney Allison \| États-Unis \| Hagens Berman-Supermint \| + 3 min 19 s \| |                         |                  |                                      |                 |
| |                         |                  |                                      |                 |
| |                         |                  |                                      |                 |
| Classement général |                         |                  |                                      |                 |
| Coureuse | Coureuse                | Pays             | Équipe                               | Temps           |
| 1re | Chloé Dygert            | États-Unis       | Sho-Air Twenty20                     | 4 h 26 min 38 s |
| 2e | Brodie Chapman          | Australie        | Tibco-Silicon Valley Bank            | + 1 min 22 s    |
| 3e | Omer Shapira            | Israël           | Canyon-SRAM Racing                   | + 1 min 33 s    |
| 4e | Ella Harris             | Nouvelle-Zélande | Canyon-SRAM Racing                   | + 2 min 09 s    |
| 5e | Kristabel Doebel-Hickok | États-Unis       | Rally Cycling                        | + 2 min 10 s    |
| 6e | Lauren Stephens         | États-Unis       | Tibco-Silicon Valley Bank            | + 2 min 36 s    |
| 7e | Flávia Oliveira         | Brésil           |                                      | + 2 min 36 s    |
| 8e | Katie Hall              | États-Unis       | Boels Dolmans                        | + 2 min 37 s    |
| 9e | Edwige Pitel            | France           | Cogeas-Mettler-Look Pro Cycling Team | + 2 min 56 s    |
| 10e | Whitney Allison         | États-Unis       | Hagens Berman-Supermint              | + 3 min 19 s    |

### 3eétape
| \| Classement de l'étape \| Classement de l'étape \| Classement de l'étape \| Classement de l'étape \| Classement de l'étape \| \| Coureuse \| Coureuse \| Pays \| Équipe \| Temps \| \| --------------------- \| --------------------- \| --------------------- \| ------------------------- \| --------------------- \| \| 1re \| Chloé Dygert \| États-Unis \| Sho-Air Twenty20 \| 2 h 27 min 45 s \| \| 2e \| Jennifer Valente \| États-Unis \| Sho-Air Twenty20 \| + 5 s \| \| 3e \| Rebecca Wiasak \| Australie \| UniSA-Australia \| + 5 s \| \| 4e \| Tanja Erath \| Allemagne \| Canyon-SRAM Racing \| + 5 s \| \| 5e \| Brodie Chapman \| Australie \| Tibco-Silicon Valley Bank \| + 5 s \| \| 6e \| Lily Williams \| États-Unis \| Hagens Berman-Supermint \| + 5 s \| \| 7e \| Heather Fischer \| États-Unis \| DNA Pro Cycling \| + 5 s \| \| 8e \| Tatiana Guderzo \| Italie \| Bepink \| + 5 s \| \| 9e \| Janelle Cole \| États-Unis \| \| + 5 s \| \| 10e \| Rachel Langdon \| Royaume-Uni \| \| + 5 s \| |                  |             |                           |                 |
| |                  |             |                           |                 |
| |                  |             |                           |                 |
| Classement de l'étape |                  |             |                           |                 |
| Coureuse | Coureuse         | Pays        | Équipe                    | Temps           |
| 1re | Chloé Dygert     | États-Unis  | Sho-Air Twenty20          | 2 h 27 min 45 s |
| 2e | Jennifer Valente | États-Unis  | Sho-Air Twenty20          | + 5 s           |
| 3e | Rebecca Wiasak   | Australie   | UniSA-Australia           | + 5 s           |
| 4e | Tanja Erath      | Allemagne   | Canyon-SRAM Racing        | + 5 s           |
| 5e | Brodie Chapman   | Australie   | Tibco-Silicon Valley Bank | + 5 s           |
| 6e | Lily Williams    | États-Unis  | Hagens Berman-Supermint   | + 5 s           |
| 7e | Heather Fischer  | États-Unis  | DNA Pro Cycling           | + 5 s           |
| 8e | Tatiana Guderzo  | Italie      | Bepink                    | + 5 s           |
| 9e | Janelle Cole     | États-Unis  |                           | + 5 s           |
| 10e | Rachel Langdon   | Royaume-Uni |                           | + 5 s           |

| \| Classement général \| Classement général \| Classement général \| Classement général \| Classement général \| \| Coureuse \| Coureuse \| Pays \| Équipe \| Temps \| \| ------------------ \| ----------------------- \| ------------------ \| ------------------------------------ \| ------------------ \| \| 1re \| Chloé Dygert \| États-Unis \| Sho-Air Twenty20 \| 6 h 54 min 13 s \| \| 2e \| Brodie Chapman \| Australie \| Tibco-Silicon Valley Bank \| + 1 min 35 s \| \| 3e \| Omer Shapira \| Israël \| Canyon-SRAM Racing \| + 1 min 53 s \| \| 4e \| Ella Harris \| Nouvelle-Zélande \| Canyon-SRAM Racing \| + 2 min 24 s \| \| 5e \| Kristabel Doebel-Hickok \| États-Unis \| Rally Cycling \| + 2 min 25 s \| \| 6e \| Lauren Stephens \| États-Unis \| Tibco-Silicon Valley Bank \| + 2 min 51 s \| \| 7e \| Flávia Oliveira \| Brésil \| \| + 2 min 51 s \| \| 8e \| Katie Hall \| États-Unis \| Boels Dolmans \| + 2 min 52 s \| \| 9e \| Edwige Pitel \| France \| Cogeas-Mettler-Look Pro Cycling Team \| + 3 min 11 s \| \| 10e \| Whitney Allison \| États-Unis \| Hagens Berman-Supermint \| + 3 min 39 s \| |                         |                  |                                      |                 |
| |                         |                  |                                      |                 |
| |                         |                  |                                      |                 |
| Classement général |                         |                  |                                      |                 |
| Coureuse | Coureuse                | Pays             | Équipe                               | Temps           |
| 1re | Chloé Dygert            | États-Unis       | Sho-Air Twenty20                     | 6 h 54 min 13 s |
| 2e | Brodie Chapman          | Australie        | Tibco-Silicon Valley Bank            | + 1 min 35 s    |
| 3e | Omer Shapira            | Israël           | Canyon-SRAM Racing                   | + 1 min 53 s    |
| 4e | Ella Harris             | Nouvelle-Zélande | Canyon-SRAM Racing                   | + 2 min 24 s    |
| 5e | Kristabel Doebel-Hickok | États-Unis       | Rally Cycling                        | + 2 min 25 s    |
| 6e | Lauren Stephens         | États-Unis       | Tibco-Silicon Valley Bank            | + 2 min 51 s    |
| 7e | Flávia Oliveira         | Brésil           |                                      | + 2 min 51 s    |
| 8e | Katie Hall              | États-Unis       | Boels Dolmans                        | + 2 min 52 s    |
| 9e | Edwige Pitel            | France           | Cogeas-Mettler-Look Pro Cycling Team | + 3 min 11 s    |
| 10e | Whitney Allison         | États-Unis       | Hagens Berman-Supermint              | + 3 min 39 s    |

### 4eétape
| \| Classement de l'étape \| Classement de l'étape \| Classement de l'étape \| Classement de l'étape \| Classement de l'étape \| \| Coureuse \| Coureuse \| Pays \| Équipe \| Temps \| \| --------------------- \| --------------------- \| --------------------- \| ------------------------- \| --------------------- \| \| 1re \| Chloé Dygert \| États-Unis \| Sho-Air Twenty20 \| 2 h 01 min 07 s \| \| 2e \| Janelle Cole \| États-Unis \| \| + 11 s \| \| 3e \| Emma White \| États-Unis \| Rally Cycling \| + 50 s \| \| 4e \| Tanja Erath \| Allemagne \| Canyon-SRAM Racing \| + 50 s \| \| 5e \| Lauren Stephens \| États-Unis \| Tibco-Silicon Valley Bank \| + 50 s \| \| 6e \| Holly Breck \| États-Unis \| \| + 50 s \| \| 7e \| Jennifer Valente \| États-Unis \| Sho-Air Twenty20 \| + 50 s \| \| 8e \| Heather Fischer \| États-Unis \| DNA Pro Cycling \| + 50 s \| \| 9e \| Rachel Langdon \| Royaume-Uni \| \| + 50 s \| \| 10e \| Lily Williams \| États-Unis \| Hagens Berman-Supermint \| + 50 s \| |                  |             |                           |                 |
| |                  |             |                           |                 |
| |                  |             |                           |                 |
| Classement de l'étape |                  |             |                           |                 |
| Coureuse | Coureuse         | Pays        | Équipe                    | Temps           |
| 1re | Chloé Dygert     | États-Unis  | Sho-Air Twenty20          | 2 h 01 min 07 s |
| 2e | Janelle Cole     | États-Unis  |                           | + 11 s          |
| 3e | Emma White       | États-Unis  | Rally Cycling             | + 50 s          |
| 4e | Tanja Erath      | Allemagne   | Canyon-SRAM Racing        | + 50 s          |
| 5e | Lauren Stephens  | États-Unis  | Tibco-Silicon Valley Bank | + 50 s          |
| 6e | Holly Breck      | États-Unis  |                           | + 50 s          |
| 7e | Jennifer Valente | États-Unis  | Sho-Air Twenty20          | + 50 s          |
| 8e | Heather Fischer  | États-Unis  | DNA Pro Cycling           | + 50 s          |
| 9e | Rachel Langdon   | Royaume-Uni |                           | + 50 s          |
| 10e | Lily Williams    | États-Unis  | Hagens Berman-Supermint   | + 50 s          |

## Classements finals

### Classement général final
| \| Classement général \| Classement général \| Classement général \| Classement général \| Classement général \| \| Coureuse \| Coureuse \| Pays \| Équipe \| Temps \| \| ------------------ \| ----------------------- \| ------------------ \| ------------------------------------ \| ------------------ \| \| 1re \| Chloé Dygert \| États-Unis \| Sho-Air Twenty20 \| 8 h 55 min 06 s \| \| 2e \| Brodie Chapman \| Australie \| Tibco-Silicon Valley Bank \| + 2 min 37 s \| \| 3e \| Omer Shapira \| Israël \| Canyon-SRAM Racing \| + 2 min 57 s \| \| 4e \| Ella Harris \| Nouvelle-Zélande \| Canyon-SRAM Racing \| + 3 min 28 s \| \| 5e \| Kristabel Doebel-Hickok \| États-Unis \| Rally Cycling \| + 3 min 29 s \| \| 6e \| Flávia Oliveira \| Brésil \| \| + 3 min 52 s \| \| 7e \| Lauren Stephens \| États-Unis \| Tibco-Silicon Valley Bank \| + 3 min 55 s \| \| 8e \| Katie Hall \| États-Unis \| Boels Dolmans \| + 3 min 56 s \| \| 9e \| Edwige Pitel \| France \| Cogeas-Mettler-Look Pro Cycling Team \| + 4 min 15 s \| \| 10e \| Whitney Allison \| États-Unis \| Hagens Berman-Supermint \| + 4 min 43 s \| |                         |                  |                                      |                 |
| |                         |                  |                                      |                 |
| |                         |                  |                                      |                 |
| Classement général |                         |                  |                                      |                 |
| Coureuse | Coureuse                | Pays             | Équipe                               | Temps           |
| 1re | Chloé Dygert            | États-Unis       | Sho-Air Twenty20                     | 8 h 55 min 06 s |
| 2e | Brodie Chapman          | Australie        | Tibco-Silicon Valley Bank            | + 2 min 37 s    |
| 3e | Omer Shapira            | Israël           | Canyon-SRAM Racing                   | + 2 min 57 s    |
| 4e | Ella Harris             | Nouvelle-Zélande | Canyon-SRAM Racing                   | + 3 min 28 s    |
| 5e | Kristabel Doebel-Hickok | États-Unis       | Rally Cycling                        | + 3 min 29 s    |
| 6e | Flávia Oliveira         | Brésil           |                                      | + 3 min 52 s    |
| 7e | Lauren Stephens         | États-Unis       | Tibco-Silicon Valley Bank            | + 3 min 55 s    |
| 8e | Katie Hall              | États-Unis       | Boels Dolmans                        | + 3 min 56 s    |
| 9e | Edwige Pitel            | France           | Cogeas-Mettler-Look Pro Cycling Team | + 4 min 15 s    |
| 10e | Whitney Allison         | États-Unis       | Hagens Berman-Supermint              | + 4 min 43 s    |

### Points UCI
| Position           | 1er | 2e | 3e | 4e | 5e | 6e | 7e | 8e | 9e | 10e | 11e | 12e | 13e à 15e | 16e à 25e |
| Classement général | 125 | 85 | 70 | 60 | 50 | 40 | 35 | 30 | 25 | 20  | 15  | 10  | 5         | 3         |
| Par étape          | 16  | 12 | 8  | 6  | 5  | 4  | 3  | 2  |    |     |     |     |           |           |
| Leader, par étape  | 3   |    |    |    |    |    |    |    |    |     |     |     |           |           |

### Classements annexes
| Classement par points | Classement par points | Classement par points | Classement par points     | Classement par points |
| Coureuse              | Coureuse              | Pays                  | Équipe                    | Points                |
| --------------------- | --------------------- | --------------------- | ------------------------- | --------------------- |
| 1re                   | Chloé Dygert          | États-Unis            | Sho-Air Twenty20          | 66 pts                |
| 2e                    | Brodie Chapman        | Australie             | Tibco-Silicon Valley Bank | 33 pts                |
| 3e                    | Jennifer Valente      | États-Unis            | Sho-Air Twenty20          | 32 pts                |
| 4e                    | Tanja Erath           | Allemagne             | Canyon-SRAM Racing        | 27 pts                |
| 5e                    | Lauren Stephens       | États-Unis            | Tibco-Silicon Valley Bank | 16 pts                |
| 6e                    | Rebecca Wiasak        | Australie             | UniSA-Australia           | 15 pts                |
| 7e                    | Janelle Cole          | États-Unis            |                           | 14 pts                |
| 8e                    | Rachel Langdon        | Royaume-Uni           |                           | 13 pts                |
| 9e                    | Emma White            | États-Unis            | Rally Cycling             | 13 pts                |
| 10e                   | Whitney Allison       | États-Unis            | Hagens Berman-Supermint   | 12 pts                |

| Classement par points | Classement par points | Classement par points | Classement par points     | Classement par points |
| Coureuse              | Coureuse              | Pays                  | Équipe                    | Points                |
| --------------------- | --------------------- | --------------------- | ------------------------- | --------------------- |
| 1re                   | Chloé Dygert          | États-Unis            | Sho-Air Twenty20          | 66 pts                |
| 2e                    | Brodie Chapman        | Australie             | Tibco-Silicon Valley Bank | 33 pts                |
| 3e                    | Jennifer Valente      | États-Unis            | Sho-Air Twenty20          | 32 pts                |
| 4e                    | Tanja Erath           | Allemagne             | Canyon-SRAM Racing        | 27 pts                |
| 5e                    | Lauren Stephens       | États-Unis            | Tibco-Silicon Valley Bank | 16 pts                |
| 6e                    | Rebecca Wiasak        | Australie             | UniSA-Australia           | 15 pts                |
| 7e                    | Janelle Cole          | États-Unis            |                           | 14 pts                |
| 8e                    | Rachel Langdon        | Royaume-Uni           |                           | 13 pts                |
| 9e                    | Emma White            | États-Unis            | Rally Cycling             | 13 pts                |
| 10e                   | Whitney Allison       | États-Unis            | Hagens Berman-Supermint   | 12 pts                |

| Classement de la montagne | Classement de la montagne | Classement de la montagne | Classement de la montagne            | Classement de la montagne |
| Coureuse                  | Coureuse                  | Pays                      | Équipe                               | Points                    |
| ------------------------- | ------------------------- | ------------------------- | ------------------------------------ | ------------------------- |
| 1re                       | Chloé Dygert              | États-Unis                | Sho-Air Twenty20                     | 23 pts                    |
| 2e                        | Brodie Chapman            | Australie                 | Tibco-Silicon Valley Bank            | 15 pts                    |
| 3e                        | Edwige Pitel              | France                    | Cogeas-Mettler-Look Pro Cycling Team | 14 pts                    |
| 4e                        | Omer Shapira              | Israël                    | Canyon-SRAM Racing                   | 11 pts                    |
| 5e                        | Emily Newsom              | États-Unis                | Tibco-Silicon Valley Bank            | 8 pts                     |
| 6e                        | Ariadna Gutiérrez         | Mexique                   | Swapit Agolico                       | 8 pts                     |
| 7e                        | Flávia Oliveira           | Brésil                    |                                      | 6 pts                     |
| 8e                        | Rachel Langdon            | Royaume-Uni               |                                      | 6 pts                     |
| 9e                        | Ella Harris               | Nouvelle-Zélande          | Canyon-SRAM Racing                   | 5 pts                     |
| 10e                       | Katie Hall                | États-Unis                | Boels Dolmans                        | 5 pts                     |

| Classement de la montagne | Classement de la montagne | Classement de la montagne | Classement de la montagne            | Classement de la montagne |
| Coureuse                  | Coureuse                  | Pays                      | Équipe                               | Points                    |
| ------------------------- | ------------------------- | ------------------------- | ------------------------------------ | ------------------------- |
| 1re                       | Chloé Dygert              | États-Unis                | Sho-Air Twenty20                     | 23 pts                    |
| 2e                        | Brodie Chapman            | Australie                 | Tibco-Silicon Valley Bank            | 15 pts                    |
| 3e                        | Edwige Pitel              | France                    | Cogeas-Mettler-Look Pro Cycling Team | 14 pts                    |
| 4e                        | Omer Shapira              | Israël                    | Canyon-SRAM Racing                   | 11 pts                    |
| 5e                        | Emily Newsom              | États-Unis                | Tibco-Silicon Valley Bank            | 8 pts                     |
| 6e                        | Ariadna Gutiérrez         | Mexique                   | Swapit Agolico                       | 8 pts                     |
| 7e                        | Flávia Oliveira           | Brésil                    |                                      | 6 pts                     |
| 8e                        | Rachel Langdon            | Royaume-Uni               |                                      | 6 pts                     |
| 9e                        | Ella Harris               | Nouvelle-Zélande          | Canyon-SRAM Racing                   | 5 pts                     |
| 10e                       | Katie Hall                | États-Unis                | Boels Dolmans                        | 5 pts                     |

| Classement du meilleur jeune | Classement du meilleur jeune | Classement du meilleur jeune | Classement du meilleur jeune | Classement du meilleur jeune |
| Coureuse                     | Coureuse                     | Pays                         | Équipe                       | Temps                        |
| ---------------------------- | ---------------------------- | ---------------------------- | ---------------------------- | ---------------------------- |
| 1re                          | Chloé Dygert                 | États-Unis                   | Sho-Air Twenty20             | 8 h 55 min 06 s              |
| 2e                           | Omer Shapira                 | Israël                       | Canyon-SRAM Racing           | + 2 min 57 s                 |
| 3e                           | Ella Harris                  | Nouvelle-Zélande             | Canyon-SRAM Racing           | + 3 min 28 s                 |
| 4e                           | Clara Honsinger              | États-Unis                   |                              | + 4 min 56 s                 |
| 5e                           | Hannah Ludwig                | Allemagne                    | Canyon-SRAM Racing           | + 7 min 18 s                 |
| 6e                           | Maddy Ward                   | États-Unis                   |                              | + 8 min 52 s                 |
| 7e                           | Anet Barrera                 | Mexique                      | Swapit Agolico               | + 9 min 04 s                 |
| 8e                           | Katia Ragusa                 | Italie                       | Bepink                       | + 9 min 11 s                 |
| 9e                           | Natalia Franco               | Colombie                     | Colavita-Bianchi             | + 9 min 12 s                 |
| 10e                          | Ariadna Gutiérrez            | Mexique                      | Swapit Agolico               | + 9 min 56 s                 |

| Classement du meilleur jeune | Classement du meilleur jeune | Classement du meilleur jeune | Classement du meilleur jeune | Classement du meilleur jeune |
| Coureuse                     | Coureuse                     | Pays                         | Équipe                       | Temps                        |
| ---------------------------- | ---------------------------- | ---------------------------- | ---------------------------- | ---------------------------- |
| 1re                          | Chloé Dygert                 | États-Unis                   | Sho-Air Twenty20             | 8 h 55 min 06 s              |
| 2e                           | Omer Shapira                 | Israël                       | Canyon-SRAM Racing           | + 2 min 57 s                 |
| 3e                           | Ella Harris                  | Nouvelle-Zélande             | Canyon-SRAM Racing           | + 3 min 28 s                 |
| 4e                           | Clara Honsinger              | États-Unis                   |                              | + 4 min 56 s                 |
| 5e                           | Hannah Ludwig                | Allemagne                    | Canyon-SRAM Racing           | + 7 min 18 s                 |
| 6e                           | Maddy Ward                   | États-Unis                   |                              | + 8 min 52 s                 |
| 7e                           | Anet Barrera                 | Mexique                      | Swapit Agolico               | + 9 min 04 s                 |
| 8e                           | Katia Ragusa                 | Italie                       | Bepink                       | + 9 min 11 s                 |
| 9e                           | Natalia Franco               | Colombie                     | Colavita-Bianchi             | + 9 min 12 s                 |
| 10e                          | Ariadna Gutiérrez            | Mexique                      | Swapit Agolico               | + 9 min 56 s                 |

## Évolution des classements
| Étape              |                    | Vainqueur _  | Classement général | Classement par points | Meilleure grimpeuse | Meilleure jeune |
| ------------------ | ------------------ | ------------ | ------------------ | --------------------- | ------------------- | --------------- |
| 1re étape          | étape vallonnée    | Chloé Dygert | Chloé Dygert       | Chloé Dygert          | Chloé Dygert        | Chloé Dygert    |
| 2e étape           | étape vallonnée    | Chloé Dygert | Chloé Dygert       | Chloé Dygert          | Chloé Dygert        | Chloé Dygert    |
| 3e étape           | étape de plaine    | Chloé Dygert | Chloé Dygert       | Chloé Dygert          | Chloé Dygert        | Chloé Dygert    |
| 4e étape           | étape de plaine    | Chloé Dygert | Chloé Dygert       | Chloé Dygert          | Chloé Dygert        | Chloé Dygert    |
| Classements finals | Classements finals |              | Chloé Dygert       | Chloé Dygert          | Chloé Dygert        | Chloé Dygert    |